# Stor-Grundsjön, Medelpad
Stor-Grundsjön är en sjö i Ånge kommun i Medelpad och ingår i Delångersåns huvudavrinningsområde. Sjön har en area på 4,26 kvadratkilometer och ligger 401 meter över havet. Sjön avvattnas av vattendraget Svågan, här benämnt Stor-Grundsjöån.

## Delavrinningsområde
Stor-Grundsjön ingår i det delavrinningsområde (691526-150100) som SMHI kallar för Utloppet av Stor-Grundsjön. Medelhöjden är 421 meter över havet och ytan är 19,23 kvadratkilometer. Det finns ett avrinningsområde uppströms, och räknas det in blir den ackumulerade arean 22,74 kvadratkilometer. Avrinningsområdets utflöde Svågan byter namn till Delångersån innan den mynnar i havet. Avrinningsområdet består mestadels av skog (66 procent). Avrinningsområdet har 4,27 kvadratkilometer vattenytor vilket ger det en sjöprocent på 22,2 procent.